# Priscilla Chan
Priscilla Chan   (Braintree, 24 de febrer de 1985) és una filantropa i pediatra estatunidenca. És cofundadora de la Chan Zuckerberg Initiative, juntament amb el seu marit Mark Zuckerberg a la qual van prometre cedir el 99% de les seves accions de Facebook, valorades en 45.0000 milions de dòlars.
Va estudiar a la Universitat Harvard i va graduar-se en medicina a la Universitat de Califòrnia a San Francisco. Nascuda i criada a Massachusetts, és filla d'una família de Boat People vietnamites d'origen xinès, que van fugir del país acabada la Guerra del Vietnam. Abans d'estudiar medicina va obtenir una llicenciatura en biologia i va ser professora de ciències durant un any. Parla amb fluïdesa cantonès, castellà i anglès.